# Hombres buenos, mujeres buenas
Hombres buenos, mujeres buenas (en chino: 好男好女; en pinyin: Hǎonán hǎonǚ) es una película taiwanesa de 1995 dirigida por Hou Hsiao-hsien y protagonizada por Annie Yi, Lim Giong, Jack Kao, Hsi Hsiang, Bo-Chow Lan y Li-Chin Lu en los papeles principales. Es la última entrega de la llamada "trilogía de Taiwán" que comenzó con Ciudad doliente (1989) y continuó con El maestro de marionetas (1993). Al igual que sus predecesoras, la película lidia con los complicados temas de la historia y la identidad nacional de Taiwán. La cinta ganó el Caballo de Oro en el Festival de Cine de Taipéi en 1995 y fue exhibida en el notable Festival de Cine de Cannes.

## Sinopsis
El largometraje presenta la historia de Chiang Bi-Yu (personaje interpretado por Annie Yi). En algún momento de la década de 1940, ella y su marido Chung Hao-Tung (Lim Giong) se dirigen a la China continental para unirse a la resistencia antijaponesa. Durante la guerra, Chiang se ve obligada a dar a su bebé en adopción debido a los evidentes problemas desencadenados por el enfrentamiento armado. Al finalizar el conflicto bélico la pareja regresa a Taiwán, ya que Chung decide iniciar la distribución de un periódico comunista titulado La Ilustración. Sin embargo, a medida que la guerra de Corea se profundiza, el gobierno del partido Kuomintang liderado por un sanguinario Chiang Kai-shek intensifica el llamado Terror Blanco, resultando en la lamentable ejecución de Chung.
El filme consta de tres historias entremezcladas y dispersas a lo largo de la película, en la que se presentan algunos interludios de una actriz (también interpretada por Yi) que se prepara para el papel de Chiang Bi-Yu y se enfrenta además al pasado de su novio fallecido.

## Reparto

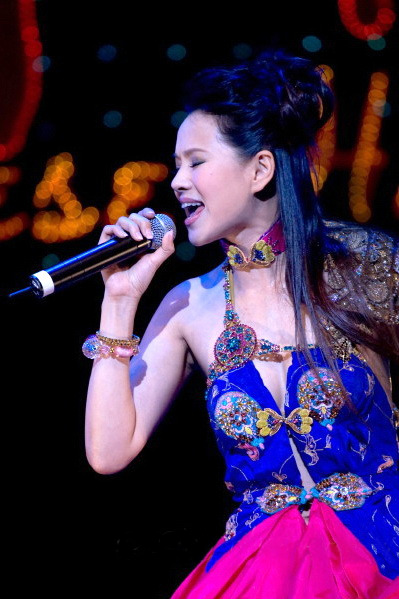
La actriz y cantante Annie Yi interpreta dos papeles en el filme

- Annie Yi - Liang Ching / Chiang Bi-Yu
- Lim Giong - Chung Hao-Tung
- Jack Kao - Ah Wel
- Hsi Hsiang - Ah Hsi
- Bo-Chow Lan - Hsiao Dao-Ying
- Li-Chin Lu - Señora Hslao
- Tsai Chen-nan - Ah Nan
- Vicky Wei - Hermana de Liang Ching

## Recepción
La película tuvo un cálido recibimiento de la audiencia y la crítica. En el portal especializado en reseñas cinematográficas Rotten Tomatoes, actualmente cuenta con un 71% de aprobación. El crítico Richard Brody de The New Yorker la elogió, describiéndola como una obra donde "la memoria personal e histórica se entrelaza con la pasión íntima e ideológica en los sinuosos y meticulosos cuadros de Hou Hsiao-Hsien". El crítico Dennis Schwartz destacó el papel protagónico de Annie Yi, asegurando que "brinda una actuación inspiradora que evoca una genuina simpatía por sus dos personajes". Para Nick Schager del portal Lessons of Darkness, se trata de "una historia fracturada de traición a nivel personal y nacional".
Escribiendo para Variety, Derek Elley señaló que "Hombres buenos, mujeres buenas de Hou Hsiao-hsien es otra profunda meditación humanista envuelta en un paquete de rompecabezas. Más general en sus mensajes que Maestro de marionetas de 1993, pero igualmente perversa en su contenido, el filme hará sonar campanas entre los admiradores del cineasta taiwanés pero no representará mucho para los que no están familiarizados con su obra". La reseña del filme en el portal Time Out indica: "Con su narrativa cambiante entre el pasado y el presente, la película de Hou es compleja y desafiante, pero nunca inaccesible. Mezclando lo personal con lo político para lograr un efecto típicamente resonante, es una exploración de múltiples capas de ideales culturales cambiantes, recuerdos embrujados y las alegrías y dolores del amor. Con paciencia, pronto queda claro que estamos ante una especie de obra maestra".